# Phronimopsis spinifera
Phronimopsis spinifera är en kräftdjursart som beskrevs av Claus 1879. Phronimopsis spinifera ingår i släktet Phronimopsis och familjen Lestrigonidae. Inga underarter finns listade i Catalogue of Life.